# Stekpanna

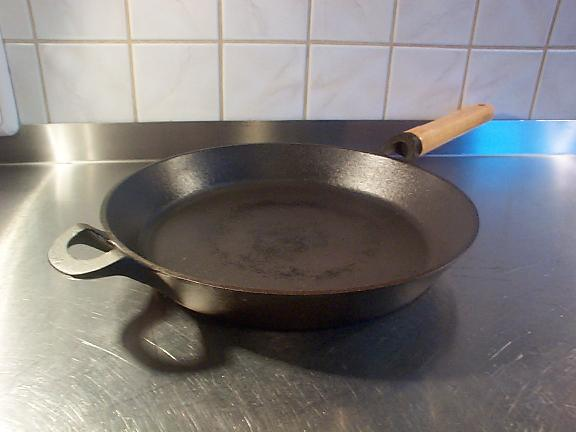
Stekpanna i gjutjärn

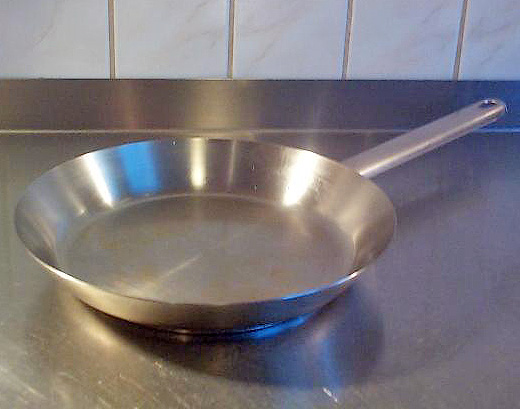
Stekpanna i rostfritt stål

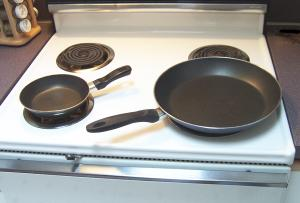
Teflonbelagda stekpannor

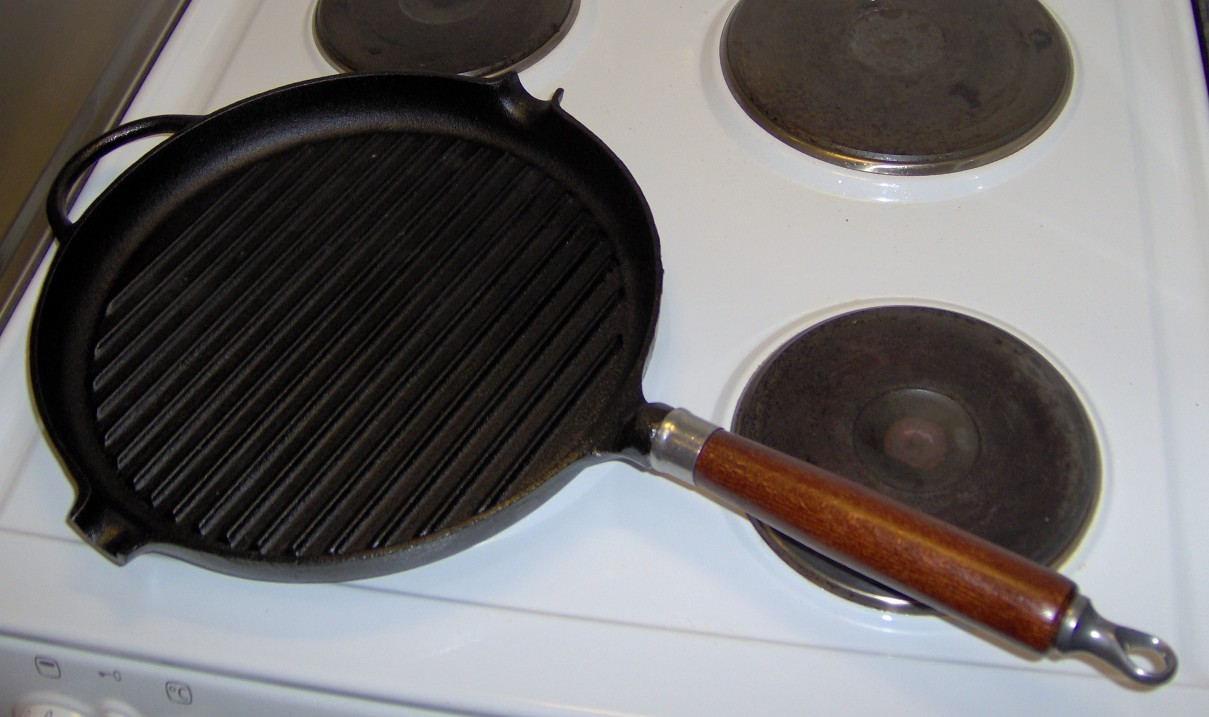
En grillpanna.

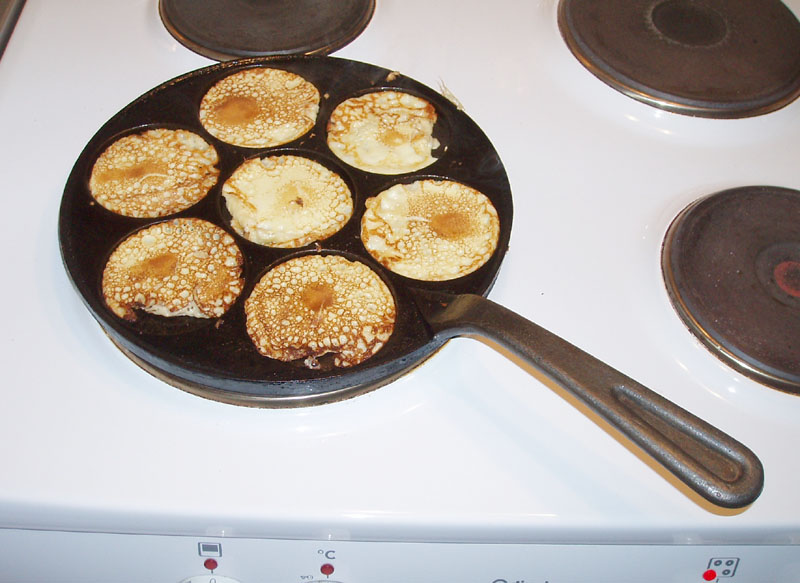
Plättlagg

En stekpanna, även kallat stekjärn, är ett köksredskap som används för stekning av mat. Moderna stekpannor tillverkas i många olika material. Vanligast är gjutjärn, aluminium och rostfritt stål. Eftersom det rostfria stålet i sig inte leder värme särskilt bra är dessa pannor ofta utrustade med så kallad sandwich-sula, det vill säga botten består av flera lager: rostfritt stål – aluminium – rostfritt stål. Detta för att aluminium sprider värmen jämnt i kärlet, förhindrar att maten bränns vid och ger kärlet en stabil stomme. Gjutjärnspannor behöver inte någon extra sula utan sprider värmen även upp i kanterna.
Ordet "stekpanna" är belagt i svenska språket sedan tidigt 1500-tal.

## Olika typer av stekpannor

### Grillpanna
En grillpanna är en stekpanna med räfflad yta. Stekning i pannan ger en randig grillyta på maten som steks.

### Pannkakslagg
En pannkakslagg är en typ av stekpanna särskilt avsedd för tunna pannkakor. Pannkakslaggen har inte högre kant än vad som behövs för att hålla kvar smeten i pannan, för att man enkelt ska komma åt att lyfta upp pannkakan med stekspaden. Liksom stekpannan är pannkakslaggen vanligtvis gjord av gjutjärn.

### Plättlagg
Plättlaggen är en stekpanna speciellt avsedd för stekning av plättar. Den har flera runda mindre stekytor, vanligen sju, med en i mitten och de andra sex i ring runtomkring. Materialet är oftast gjutjärn. Precis som pannkakslaggen har den ingen egentlig kant. Stekytorna är nedsänkta några millimeter i förhållande till det omgivande materialet. Den finns i olika varianter för hjärtformade plättar och plättar med motiv.

### Traktörpanna
Traktörpannan skiljer sig från en vanlig stekpanna genom att traktörpannan har en 5–7 cm hög, oftast rak, kant. Den höga kanten gör att man förutom att steka även kan koka matvaror i pannan. De flesta traktörpannor har lock. Vanligen är traktörpannan tillverkad helt i metall, så att den även kan användas i ugnen.

### Stekhäll
En stekhäll, ibland kallad murbottenpanna eller muurikka, är en större stekpanna som kan användas för matlagning, antingen stående på avtagbara ben, stativ eller på vagnar kallade "sommarkök". En stekhäll kan användas med många olika värmekällor, som till exempel gasol eller öppen eld utomhus. En "muurikka" kan rengöras med kokhett vatten efter användning.
Stekhällar finns i olika storlekar och tillverkas av gjutjärn eller varmvalsat stål och är till formen svagt skålade. Denna lätt konkava form kombinerat med pannans storlek gör den till ett mellanting mellan att vara en större stekpanna och en wokpanna. En stekhäll kan användas till att steka, fritera och baka - dessutom kan en stekhäll tack vare sin lätt rundade form rymma större mängder vatten för exempelvis kokning.
Benämningen “en muurikka”, efter det finländska varumärket Muurikka, har i vardagstal kommit att bli synonymt för stekhällar, speciellt i Finland. Företaget var ett av de första att producera stekhällar under 1970-talet.

## Olika material
- Aluminium
- Gjutjärn
- Koppar
- Rostfritt stål
- Kolstål